# Холмс, Оливер Уэнделл (младший)
Оливер Уэнделл Холмс — младший (англ. Oliver Wendell Holmes, Jr.; 8 марта 1841, Бостон — 6 марта 1935, Вашингтон) — американский юрист и правовед, многолетний член Верховного суда США.

## Биография
О. У. Холмс родился в семье известного врача и писателя О. У. Холмса — старшего. С 1850 года он включился в аболиционистское движение. С началом Гражданской войны в США в 1861 году прервал учёбу в университете и ушёл добровольцем в армию северян. В 1861—1864 годах офицером участвовал в боях, был несколько раз ранен. Опыт участника боевых действий сказался на выработке убеждений Холмса в насильственной природе любой власти как основы её происхождения и существования, в том числе и государственной. Впоследствии Холмс развил на этой основе свою позитивистскую теорию права, отвергающую как догосударственные формы естественного права, так и любые формы правового романтизма.
После окончания войны Холмс работал адвокатом в Бостоне, начало года часто проводя в Лондоне. В 1870 году он начал выпускать журнал «Американское правовое обозрение». В 1881 году издано его известнейшее сочинение «Общее право» (англ. The Соmmon Law). Эта книга является единственной значительной работой по американскому праву, созданной практикующим адвокатом. Одной из идей этого произведения является утверждение, что судебный приговор базируется не столько на корректности методологических выводов разбирательства, сколько на внеправовых обстоятельствах — таких, как моральные убеждения и личное предрасположение судьи. Эти взгляды сделали Холмса одним из предтеч американского правового реализма.
С 1882 года Холмс — профессор права в Гарвардском университете и член Верховного суда штата Массачусетс, с 1889 года — председатель этого суда. В период с 1902 по 1932 год — член Верховного суда США. Один из наиболее часто цитируемых судей Верховного суда.

## Известные высказывания
Никакой, даже самый строгий закон, защищающий свободу слова, не сможет защитить человека, который умышленно крикнет «пожар!» в переполненном театре и вызовет панику.О. У. Холмс, решение Верховного суда США по делу Шенка против Соединенных Штатов (1919)